# Estońscy posłowie do Parlamentu Europejskiego 2014–2019
Estońscy posłowie VIII kadencji do Parlamentu Europejskiego zostali wybrani w wyborach przeprowadzonych 25 maja 2014.

## Lista posłów
Wybrani z listy Partii Reform
- Igor Gräzin, poseł do PE od 5 września 2018
- Urmas Paet, poseł do PE od 3 listopada 2014

Wybrana z listy Partii Centrum
- Yana Toom

Wybrany z listy Isamaa ja Res Publica Liit
- Tunne Kelam

Wybrany z listy Partii Socjaldemokratycznej
- Hannes Hanso, poseł do PE od 4 kwietnia 2019

Wybrany jako kandydat niezależny
- Indrek Tarand

Byli posłowie VIII kadencji do PE
- Andrus Ansip (z listy Partii Reform), do 31 października 2014
- Marju Lauristin (z listy Partii Socjaldemokratycznej), do 5 listopada 2017
- Kaja Kallas (z listy Partii Reform), do 4 września 2018
- Ivari Padar (z listy Partii Socjaldemokratycznej), od 6 listopada 2017 do 3 kwietnia 2019